# Westaflex
Die Westaflex ist ein deutscher Hersteller von Produkten in den Bereichen Luft-, Klima- und Schornsteintechnik, Akustik und Wasserfiltration. Der Stammsitz der Firma befindet sich in Gütersloh (Nordrhein-Westfalen). Westaflex beschäftigt nach Unternehmensangaben international 2.700 Mitarbeiter.
Firmengeschichte
Am 01.10.1933 wurde von Lorenz Westerbarkey und seinem Vater Ferdinand in Gütersloh das Familienunternehmen L.&.F.Westerbarkey gegründet. Das Grundstück der Firma, in der zunächst Stahlrohrmöbel produziert wurden, hatte Ferdinand Westerbarkey bereits 1912 erworben. Am 28.10.1938 übertrug er seinen Anteil als Gesellschafter an seinen Sohn Leonhard. Im Zweiten Weltkrieg wurde der Betrieb zwangsweise zur Waffenproduktion der Bielefelder Firma Dürkopp unterstellt.
In den 50er Jahren war die Fabrikation von Möbeln so verlustreich geworden, dass ihre Produktion eingestellt wurde. Stattdessen begann man unter dem neuen Namen Westaflex, vollflexible Rohre herzustellen. 1953 wurden die Rohrtypen Westerform und Westerflex entwickelt, auf deren technischer Grundlage auch flexible Schalldämpfer gebaut wurden. Bereits 1955 waren alle verfügbaren Räume des Betriebs durch die Rohrproduktion belegt und es gab schon 14 Auslandsvertretungen und 8 Auslandsfertigungen. So entstand die Westaflex-Gruppe, der später auch die die IT-Schallschutztechnik und die LbF Lauterbach angehörte.
1959 wurde in Frankreich die Schwesterfirma Westaflex-France gegründet und 1961 die Westaflex-Produktion durch einen Lizenznehmer in den USA aufgenommen, um den weitaus potentesten Markt auf dem Automobilsektor zu beliefern. In den folgenden Jahren kamen in europäischen und überseeischen Ländern weitere Fertigungsstätten hinzu und inzwischen werden die Produkte in 10 Ländern über eigene Tochtergesellschaften und in weiteren 22 Ländern durch verbundene Lizenznehmer vertrieben. Der größte Markt ist Deutschland mit etwa 41 % Absatzanteil, gefolgt von den Niederlanden, der Schweiz und Frankreich.
Seit seiner Gründung ist Westaflex im Besitz der Familie Westerbarkey, mittlerweile in der vierten Generation. Geschäftsführer ist heute Dr. Peter Westerbarkey. Vom Familiennamen abgeleitet, beginnen alle Westaflex-Produkte mit dem Kürzel „Wester“, während das Markenzeichen (Logo) eine gebogene Rohrschleife ist. Der Claim (Slogan) des Unternehmens lautet „Verbindungen, die sich auszahlen“.
Entstehung der Westa-Gruppe
Mit dem Erwerb von neuen Grundstücken im Gewerbegebiet Verl-Sürenheide bei Gütersloh wurde am 05.05.1974 eine umfangreiche Bebauung eingeleitet, die mit drei neuen Hallen ihren vorläufigen Abschluss fand. Durch die zunehmende Produkt-Diversifizierung und durch die Gründung der Tochtergesellschaften ERO Edelstahl-Rohrtechnik GmbH und der CARBONIT Filtertechnik GmbH in Salzwedel wurde 1991 schließlich allen Gesellschaften die Westa-Holding vorgeschaltet, die zum heutigen Corporate Branding „Westa-Gruppe“ führte. Das Produktprogramm für den Großhandel umfasste nun auch Abgasleitungen aus Kunststoff sowie die Wasseraufbereitung für private Haushalte und industrielle Prozesswässer (z.B. für Lebensmittel, Pharma- und Medizintechnik); hinzu kam die Herstellung regenerativer Energiesysteme wie Wärmepumpen am Standort Salzwedel (Sachsen-Anhalt).
Unternehmensbereiche
Westaflex fertigt Klimatechnik-Produkte für Neu- und Altbauten und Akustik- und Klima-Anwendungen für die Industrie.
Die bedeutendsten haustechnischen Produkte sind Schornsteine, Raumluftleitungen für eine kontrollierte Wohnungslüftung und Schalldämpfer. Weitere Produktlinien sind Zulufttürme (Abgastürme) und Filter (Aktivkohle-Filter, Luftfilter), Verbindungsleitungen aus Edelstahl, Dunstabzugshauben, Metallformteile (Weitwurfdüsen, Drosselklappen, Eckventile) und Aluminiumrohre.
Die Abteilung für gewerbliche Geräte (Westaflex Projekt) produziert hauptsächlich Automobilzubehör (für Akustik, Klima und Wärmeschutz), wärmeisolierte Rohre, quadratische und dreieckige Rohrquerschnitte (für Schienenfahrzeuge, Lkw, Busse, Boote, Wohnmobile, Flugzeugbau und Sonderfahrzeuge), Gewerbe-Schalldämpfer (für Anwendungen im Hochbau und Orgelbau), Reinigungs- und Wasserfilter (für Arztpraxen, Kliniken und Labore) sowie Speziallösungen für andere industrielle Anwendungen, wie den Operationssaal und die Reinraum-Technik in der Halbleitertechnologie und den Life Sciences.
Die Sparte Schornsteine und Wohnungslüftung erzielt über den Fachhandel etwa 40% des Gesamtumsatzes, gewerbliche Projekte sorgen für die übrigen 60%. Alle Produkte sind im oberen Qualitäts- und Preissegment angesiedelt.
Maschinenbau
Die technische Grundlage aller angeschlossenen Auslandsgesellschaften sind Maschinen und Anlagen für die stationäre oder mobile Rohrherstellung. Standardisierte Anlagenkomponenten ermöglichen eine automatisierte Bearbeitung von Rohrenden sowie das Stauchen und Dehnen von Rohren, und Sägewerkzeuge ergänzen das breite Spektrum konfektionierter Herstellung, Etikettierung und Verpackung.
Die nachfolgende Tabelle gibt einen Überblick über die Westaflex Maschinentypen:
| Rohrform      | Merkmal | Eigenschaften       | Einsatzbereiche                                 |  |
| Westerflex    | rotierende Coils | vollflexibel        | Chemie, Pharma                                  |  |
| Westerflex    | · mehrlagiges Flexrohr aus Kunststoff, Aluminium, Papier oder Inox · gasdicht · auch perforiert als Schalldämpfer                    |                     |                                                 |  |
| Westerform    | vorprofilierte Rollenbahn | biegbar             | Automobil- und Flugzeugbau                      |  |
| Westerform    | · mehrbahniges Rohr aus Inox, GFK oder Aluminium · extrem belastbar · auch in magnetischer Ausführung                                |                     |                                                 |  |
| Westercompact | profilierte Rollenbahn | dehn- und stauchbar | Küchen- und Trocknerabluft                      |  |
| Westercompact | · mehrlagiges Rohr in vielen Rohrquerschnitten · geringe Logistikkosten                                                              |                     |                                                 |  |
| Westerquadro  | rotierender Profilkern | jede Rohrform       | Waggon- und Schiffbau, Wohnungs- und Gewerbebau |  |
| Westerquadro  | · jeder Rohrquerschnitt möglich (rund, oval, quadratisch, dreieckig, rautenförmig) · perforiert (für Schalldämpfer) und unperforiert |                     |                                                 |  |

Literatur
- Club of     Wuppertal (Hrsg.): Pioniere des Wandels – Engagement für eine     zukunftsfähige Wirtschaft. München 2006.
- Herrmann,     Rudolf / Westheider, Rolf (Hrsg.): Gütersloh - Zeitsprünge. Erfurt 2005.
- Kreis     Gütersloh (Hrsg.): Mit Lust & Laune. Gütersloh 2006.
- Langenscheidt,     Florian / May, Peter: Lexikon der Deutschen Familienunternehmen. Bibliographisches     Institut Brockhaus 2009, S.890 ff.
- Rechtsanwälte Köhne und Pavenstädt: Notarielle Verträge     Nr. 429 u. 430 vom 28.10.1938 und Urkundenrolle für 1938. Gütersloh.
- Stadt Gütersloh: Grundbuch, Bd.47, Blatt 523     (beglaubigte Abschrift vom 19.11.1940).
- Stadtmuseum Gütersloh: Besonders wertvoll: Produkte aus     Gütersloh gestern & heute. Sonderausstellung Gütersloh 2007.
- Trutenau,     Bernd: Traditionen im Kreis Gütersloh. Gütersloh, 1994, S.75 ff.
- Westaflexwerk:     Festschrift. Gütersloh 1983.

Koordinaten: 51° 52′ 50″ N, 8° 27′ 12″ O